# 地中海颶風
地中海颶風（Mediterranean hurricanes，又稱Medicanes）是指在地中海及黑海生成的熱帶氣旋，它們的強度通常較弱，但仍有個別風暴達到薩菲爾-辛普森颶風風力等級的颶風等級。自2011年有記錄以來，最強的地中海颶風為2020年的颶風伊亞諾斯，達到二級颶風標準。美國國家海洋暨大氣總局及柏林自由大學負責監測地中海颶風及對其發佈警告。雖然地中海颶風的強度通常較弱，但它們所帶來的暴雨和山洪常常威脅周邊國家或地區的安全。

## 如何形成
地中海颶風的形成需要各個大氣條件相互配合，包括冷空氣侵入、大氣不穩定及斜壓區形成等。雖然大部分地中海的海水溫度達不到攝氏26度（熱帶氣旋形成所需的最低海水溫度），但斜壓區的出現允許熱帶系統形成並增強。但地中海的各項大氣條件對比起其他熱帶洋區較差，例如大氣層水分不足，抑制地中海颶風繼續增強，導致其強度通常較低。
一般來說，大多數地中海颶風的半徑為70至200公里（40 至120 英里），持續時間為12小時至5天，移動範圍為700至3,000 公里（430 至1,860 英里），風眼發育時間少於72小時，風速最高僅能達到144 公里/小時（89 英里/小時；78 海裡）。同時。地中海颶風的增強時間也較其他熱帶洋區的氣旋少，並且保留純熱帶性質的時間也大約只有一天時間。

## 等級劃分
| 最高持續風速 | 地中海熱帶低壓（熱帶低氣壓）                            | 地中海熱帶風暴（熱帶風暴）                                   | 地中海颶風（颶風）                                       |
| ------------ | ------------------------------------------------------- | ------------------------------------------------------------ | -------------------------------------------------------- |
| 1分鐘平均    | ≤ 62 公里每小時 (≤ 17 米每秒; ≤ 38 英里每小時; ≤ 33 節) | 63–111 公里每小時 (18–30 米每秒; 39–69 英里每小時; 34–60 節) | ≥ 112 公里每小時 (≥ 31 米每秒; ≥ 70 英里每小時; ≥ 61 節) |
| 10分鐘平均   | ≤ 54 公里每小時 (≤ 14 米每秒; ≤ 33 英里每小時; ≤ 29 節) | 56–98 公里每小時 (15–27 米每秒; 35–61 英里每小時; 30–53 節)  | ≥ 99 公里每小時 (≥ 28 米每秒; ≥ 62 英里每小時; ≥ 54 節)  |

## 2010年代

### 熱帶風暴羅爾夫
2011年11月，美國國家海洋暨大氣總署認為首個正式的地中海熱帶氣旋生成。由衛星分析處給予編號01M，並由柏林自由大學命名為羅爾夫（Rolf）。然而，並沒有正式的機構負責監測活躍中的地中海熱帶氣旋。
11月4日，由柏林自由大學監測下，在接近馬賽的近岸上出現了另一個低壓區，這是後來由柏林自由大學命名為羅爾夫的地中海熱帶氣旋。一道低壓槽在歐洲大陸上停滯，在曾經走過比利牛斯山之前，曾經接近該低壓區並進行互動。導致強烈的降雨出現在法國南部及影響意大利西北部地區，結果造成普遍的山崩和洪水。
11月5日，當羅爾夫越過法國中央高原的時候，氣壓已經下降至1000hPa。而一個靜止鋒正在馬德里和里斯本之間，並在同一天接近羅爾夫。其後，其遇到了冷鋒，並成為與羅爾夫相關持續了數天。
11月6日，該熱帶氣旋由法國南部海岸線向地中海移動，橫過的時候直徑僅僅縮小至150公里。其後，並開始略有減弱。
11月7日，羅爾夫逐漸接近巴利亞利群島，在完全分開和過渡為阻塞高氣壓前，同時並與兩道雨帶影響歐洲大陸。 同日，改為美國國家海洋暨大氣總署監測該熱帶氣旋，並指定他為01M，標誌著第一次正式監控的地中海熱帶氣旋系統。其後，該系統發展出一個像不同的颱風眼，螺旋雨帶和對流變得更明顯。在德沃夏克分析法的分析中，羅爾夫被分析為T值3.0。之後，對流強度開始逐漸下降，被指出中層和高層出現偏移。
11月9日，羅爾夫的強度急速下降，第二天美國國家海洋暨大氣總署對其停止繼續發出報告。但由柏林自由大學繼續報告。
11月11日，柏林自由大學將羅爾夫從天氣圖上移除，並認為該系統已經逐漸消散。

### 颶風肯德沙
2014年11月3日，有一股短波槽自英國開始向南延伸到北非，此低壓槽所挾帶的水氣亦造成馬焦雷湖溢流。柏林自由大學氣象研究所分別將南側與北側系統標示為「Qendresa I」及「Qendresa II」，原先北側的「Qendresa I」的低層環流中心在11月5日逐漸填塞消失，短波槽在突尼西亞東岸的克肯納群島發展出另一個低層環流中心，之後多數研究及報告皆以「Qendresa」稱呼該中心，而短波槽在同日分別在法國東南沿海和阿爾及利亞形成兩個高空環流中心，前者很快就被填塞而消散，後者則以割離低壓形態移入西西里海峽。
肯德莎的低層環流中心在11月7日向北移動，在潘泰萊里亞與割離低壓形態的高空環流中心合併成一個系統，此時因受約為攝氏23度的海溫及中高層大冷池所造成的不穩定性，使得肯德莎的風場迅速閉合並急劇增強，數小時後在利諾薩島附近觀測出類似熱帶氣旋的風眼結構。在肯德莎侵襲馬爾他後，肯德莎失去鋒面特徵並被觀測出更清楚的風眼結構。義大利使用的MOLOCH模式在此時分析肯德莎，認為其中心比周圍溫暖至少6℃，推估肯德莎已成為暖心系統，肯德莎在此時被認定是一股副熱帶氣旋。
肯德莎在巔峰時期的強度中心最低低壓約為978百帕斯卡、最大持續風速約為110.9每小時（30.8每秒；59.9節）、最大陣風則約為153.7每小時（42.7每秒；83.0節）。然而，肯德莎受西西里島的影響而往東北移動，但在義大利東部迴轉，肯德莎在11月8日向西移動到卡塔尼亞近海，並往南掠過叙拉古，肯德莎的結構受到陸地破壞及處在高風切變區域，強度迅速減弱，並在11月9日轉變成非熱帶性質的系統，隨後於11月10日移動到克里特，最終在11月11日消散。

## 2020年代

### 颶風伊亞諾斯
2020年9月14日，一個上層低氣壓於地中海南部向東移動，低壓區開始在錫德拉灣發展，並通過在水面形成暖心低壓開始生成熱帶氣旋，氣旋在數小時內迅速發展，並以50每小時（31英里每小時）的風速緩緩地向西北方向移動。直到9月15日，其風速達到65每小時（40英里每小時），最低氣壓達到1,010百帕斯卡（30英寸汞柱）。預測顯示氣旋很有可能會因為附近27至28 °C（81至82 °F）的水溫而成為熱帶氣旋，天氣模型預測指氣旋會在9月17日或18日登陸希臘西岸。伊亞諾斯在地中海逐漸增強，形成疑似風眼結構。9月18日協調世界時凌晨3時正，伊亞諾斯以近120每小時（65節；75英里每小時）的風速和995百帕斯卡（29.4英寸汞柱）的最小中心氣壓登陸希臘，達到一級颶風的強度。登陸後，伊亞諾斯在9月19日轉向東南偏南方向移動，返回海面，並使風暴得以重組。其後逐漸減弱，並持續向東南偏南移動，維持數天後於9月21日在昔兰尼加海岸消散。

### 熱帶風暴阿波羅
2021年10月29日，有一個熱帶擾動生成於地中海，聯合颱風警報中心將其評級提升為中。10月30日，聯合颱風警報中心將被評級提升至高，並發佈熱帶氣旋形成警報，同時將其升為熱帶低氣壓。10月31日，聯合颱風警報中心將其升為熱帶風暴，柏林自由大學給予名稱阿波羅。

### 熱帶風暴布拉斯
2021年11月9日，有一個溫帶氣旋於地中海形成；11月11日該溫帶氣旋達到熱帶風暴等級，並獲得名稱布拉斯；11月13日晚間，聯合颱風警報中心認為布拉斯已經轉化為副熱帶氣旋。

### 熱帶風暴丹尼爾
2023年9月11日，風暴丹尼爾在利比亚东北部引发洪水，至少造成2500人死亡，7000人失踪。